# Адам Лалана
Адам Дейвид Лалана (на английски: Adam David Lallana, роден на 10 май 1988 г.) е английски футболист, играч на Саутхемптън. Роден е в град Сейнт Олбанс. 